# Hironobu Sakaguchi
Hironobu Sakaguchi (坂口 博信, Sakaguchi Hironobu, 25 de novembro de 1962) é um programador de jogos, game designer e diretor de jogos japonês. Ele é famoso em todo o mundo por ser o criador da série Final Fantasy, e por ter uma longa carreira no mundo dos games, vendendo ao todo mais de 80 milhões de unidades de jogos de Video games ao redor do mundo.

## Créditos dos jogos
Hironobu Sakaguchi tem créditos e participações, em alguma parte, nos seguintes jogos:
- The Last Story (2012)
- ASH: Archaic Sealed Heat
- Cry On
- Lost Odyssey (2007)
- Blue Dragon (2006)
- Final Fantasy XII (2006)
- Kingdom Hearts II (2005)
- Final Fantasy VII Advent Children (2004) (Nota: este é um filme de computação)
- Blue Dragon (2003)
- Final Fantasy Tactics Advance (2003)
- Final Fantasy X-2 (2003)
- Final Fantasy XI (2002)
- Final Fantasy Origins (2002)
- Kingdom Hearts (2002)
- Driving Emotion Type-S (2001)
- Final Fantasy Chronicles (2001)
- Final Fantasy X (2001)
- The Bouncer (2000)
- Final Fantasy IX (2000)
- Vagrant Story (2000)
- Chocobo Racing (1999)
- Chrono Cross (1999)
- Final Fantasy Anthology (1999)
- Final Fantasy VIII (1999)
- Front Mission 3 (1999)
- Parasite Eve II (1999)
- Saga Frontier 2 (1999)
- Brave Fencer Musashi (1998)
- Bushido Blade 2 (1998)
- Chocobo's Dungeon 2 (1998)
- Ehrgeiz (1998)
- Parasite Eve (1998)
- Xenogears (1998)
- Bushido Blade (1997)
- Einhänder (1997)
- Final Fantasy Tactics (1997)
- Final Fantasy VII (1997)
- Bahamut Lagoon (1996)
- Super Mario RPG: Legend of the Seven Stars (1996)
- Tobal No.1 (1996)
- Chrono Trigger (1995)
- Seiken Densetsu 3 (1995)
- Final Fantasy VI (1994)
- Final Fantasy V (1992)
- Final Fantasy IV (1991)
- Final Fantasy III (1990)
- Final Fantasy II (1988)
- Final Fantasy (1987)
- Rad Racer (1987)